# Puits Max
Le puits Max est une ancienne mine de potasse exploitée entre 1912 et 1941 puis devenue une école de formation pour les mineurs. Elle est située à Richwiller dans le Haut-Rhin et la région française d'Grand Est.

## Fonçage
Le fonçage commence en 1910 pour s'achever en 1912 à la profondeur de 556 mètres. Le puits, creusé par la Deutsche Kaliwerke. Un accident se produit le 12 janvier 1911, il fait un mort et quatre blessés. Le puits est équipé d'un chevalement métallique de type avant carré porteur avec deux bigues en poutrelles à treillis. Ce chevalement mesure 29,9 mètres de haut avec des molettes de 5 mètres de diamètre.

## Exploitation
L'exploitation commence en 1912. La machine d'extraction installée en 1911 est de marque Siemens-Schukert-Werke. Elle est composée d'une poulie Koepe mise en mouvement par un moteur électrique de 480 kW. Cette machinerie permet l'extraction de 550 tonnes de sel brut quotidiennes.
Le bâtiment de la machine d'extraction est agrandi en 1929 à la suite de l'amélioration du système d'extraction par l'ajout d'un second moteur électrique de marque et de puissance identiques au premier. Grâce à cela, la production attend 164 550 tonnes la même année. En 1941, le puits Max cesse l'extraction pour devenir un puits de service et une école pour la formation des mineurs. Une cité minière est construite à proximité de la fosse.

## Service et école
Entre 1941 et 2004, le puits est affecté au service (descente du personnel et du matériel en particulier). Dans les années 1950 il devient également un centre pour l'apprentissage professionnel pour les apprentis des MDPA.

## Reconversion
Après la fermeture, les installations du puits sont progressivement démantelées.